# Innocent Thing
Pour plus de détails, voir Fiche technique et Distribution.
Innocent Thing (hangeul : 가시, RR : Gasi) est un film sud-coréen réalisé par Kim Tae-gyun, sorti le 10 avril 2014.

## Synopsis
Ancien rugbyman, Joon-ki mène une vie idéale : beau, professeur de sports populaire dans un lycée pour filles, il forme le couple parfait avec Seo-yeon, enceinte de plusieurs mois, et va donc accueillir son premier enfant. Évidemment, Joon-ki est idolâtré par bon nombre de ses étudiantes, sans qu'il n'y prête vraiment attention.
Jusqu'au jour où Young-eun, l'une de ses élèves, jette son dévolu sur lui. L'amour de la jeune fille prend une tournure obsessionnelle jusqu'à profondément bouleverser la vie de Joon-ki...

## Fiche technique
- Titre international : Innocent Thing
- Titre original : 가시  (Gasi, littéralement : épine)
- Réalisation : Kim Tae-gyun
- Scénario : Lee Seong-min
- Production : Kim Tae-gyun
- Sociétés de production : Novus Mediacorp, Invent Stone
- Société de distribution : Invent D
- Musique : Kim Tae-seong, Jung Ji-hoon
- Photographie : Jeong Han-chul
- Montage : Choi Jae-geun, Kim So-yeon
- Pays d'origine :  Corée du Sud
- Langue : coréen
- Genre : Film dramatique, Thriller psychologique
- Durée : 117 minutes
- Date de sortie : 
  - 10 avril 2014 (Corée du Sud)

## Distribution
- Jang Hyuk : Kim Joon-ki
- Jo Bo-ah: Ha Young-eun
- Sunwoo Sun : Seo-yeon
- Lee Do-ah : Min-joo
- Do Gwang-won : Seok-jin
- Jang Seo-kyeong : Joo-hee
- Shin Cheol-jin : le gardien de l'école
- Park Jin-young : Jang-in, Joon-ki's father-in-law
- Do Yong-gu : le gynécologue
- Wang Tae-eon : le principal
- Kim Kyeong-sik : Professeur Park
- Han Hee-jung : la gouvernante
- Son Hee-seon : la belle-mère de Joon-ki
- Yoo Ji-yeon : Cheo-hyeong, la belle-sœur de Joon-ki
- Kim Won-sik : Dong-seo
- Yoon Bok-in : l'infirmière OB/Gyn
- Baek Eun-joo : délégué des étudiants
- Kim Ye-eun : Ye-eun
- Han Seul-gi : Seul-gi
- Lee Sang-mi : Sang-mi
- Park Jeong-hee : Jeong-hee
- Lee Sae-bom : Sae-bom
- Woo Do-im : Do-im
- Park Gyu-ri : Gyu-ri
- Kang Do-eun : la mère de Joo-hee
- Jeong Joon-yeong : Professeur Jeong
- Choi Won-seok : Won-seok

## Production
Innocent Thing signe les retrouvailles de Jang Hyuk et Kim Tae-gyun, treize ans après Volcano High, où Hyuk tenait également le rôle principal. Pour le rôle de Young-eun, qui devait incarner à la fois l'innocence et la sensualité, Kim a auditionné plus de deux-cent cinquante jeunes femmes avant de choisir Jo Bo-ah, a qui il offre ainsi son premier rôle majeur.
Durant sa phase de développement, le projet était intitulé Lait-fraise (hangeul : 딸기우유, RR : Ddal-gi U-yu) en référence au personnage de Young-eun qui adore cette boisson. Kim changea le titre du film par la suite, affirmant que le scénario, contrairement à cette boisson, n'est "ni doux, ni sucré" mais "représente quelque chose de difficile".
Le tournage a débuté le 14 septembre 2013 à l'école secondaire Jijok de Daejeon et s'est achevé le 10 novembre 2013.

## Source de la traduction
- (en) Cet article est partiellement ou en totalité issu de l’article de Wikipédia en anglais intitulé « Innocent Thing » (voir la liste des auteurs).